# 18ª Divisione fucilieri motorizzata delle guardie "Insterburg"
La 18ª Divisione fucilieri motorizzata delle guardie "Insterburg" (in russo 18-я гвардейская мотострелковая Инстербургская дивизия?, 18-ja gvardejskaja motostrelkovaja Insterburgskaja divizija, unità militare 00174) è un'unità di fanteria meccanizzata delle Forze terrestri russe, subordinata all'11º Corpo d'armata del Distretto militare di Leningrado e con base a Gusev e Sovetsk.

## Storia

### Unione Sovietica
L'unità venne inizialmente fondata come 133ª Divisione fucilieri dell'Armata Rossa nel settembre 1939 presso Novosibirsk. In seguito allo scoppio dell'Operazione Barbarossa, la divisione venne schierata sulla sponda orientale del Dnepr come parte della 24ª Armata, dove entrò in azione per la prima volta nel luglio 1941, bloccando un ponte sul fiume lungo la strada Mosca-Minsk. Alla fine di agosto venne trasferita presso Velikie Luki e riassegnata alla 22ª Armata. A ottobre la divisione iniziò la ritirata verso Mosca, venendo spezzata in due scaglioni a causa della penetrazione tedesca che aveva tagliato la ferrovia. Circa i due terzi dell'unità marciarono verso la città di Kalinin, dove si unirono alla 31ª Armata e cercarono di fermare l'avanzata nemica. A partire da novembre combatté nelle vicinanze di Mosca, prima di prendere parte alla controffensiva sovietica dell'inverno 1941-1942.
Per essersi distinta durante la battaglia di Mosca, il 17 marzo 1942 venne promossa a unità delle guardie, diventando la 18ª Divisione fucilieri delle guardie. Nel corso del 1942 combatté battaglie difensive nella regione di Kaluga. Il 3 maggio fu insignita dell'Ordine della Bandiera Rossa. Nel febbraio 1943 venne trasferita alla 16ª Armata, e prese parte a un'offensiva in direzione di Žizdra, dove dopo 12 giorni di duri scontri venne respinta dai tedeschi e fu costretta a tornare sulla difensiva. Successivamente venne ritirata dal fronte e posta in riserva. A luglio tornò in prima linea presso Orël. A partire da settembre iniziò a inseguire il nemico in ritirata, venendo assegnata alla 3ª Armata d'urto e contribuendo alla liberazione di Nevel'.
Nel gennaio 1944 la divisione fu assegnata all'11ª Armata delle guardie e trasferita nell'area di Haradok, dove prese parte ai combattimenti fino a settembre. Oltrepassò il fiume Neman e a ottobre raggiunse il confine con la Prussia Orientale presso la città di Vištytis. Il 18 ottobre entrò per la prima volta nel territorio della Germania. Nel 1945 partecipò all'offensiva della Prussia Orientale come parte della 5ª Armata delle guardie, conquistando Insterburg il 22 gennaio. Per questa azione la divisione venne ufficialmente intitolata alla città. Successivamente lanciò un assalto in direzione di Königsberg, difesa dalla Panzergrenadier-Division Großdeutschland, che cadde il 9 aprile 1945. Nei giorni seguenti avanzò verso Pillau, occupando la città il 25 aprile. Il 17 maggio venne insignita dell'Ordine di Suvorov di II Classe.
Il 23 novembre 1945 venne riorganizzata come 30ª Divisione meccanizzata delle guardie (unità militare 01908), per poi riprendere la numerazione originale e diventare l'attuale 18ª Divisione fucilieri motorizzata delle guardie (unità militare 34901) l'11 gennaio 1964. Nel luglio 1968 venne mobilitata per prendere parte all'invasione della Cecoslovacchia; partì da Kaliningrad e attraversò i territori della Repubblica Popolare di Polonia e della Repubblica Democratica Tedesca per giungere al confine della Cecoslovacchia il 20 agosto. Dopo essere entrata nel paese si concentrò a nord-ovest di Praga. Successivamente venne assegnata al Gruppo di Forze del Centro.
Nel 1990 le venne assegnato il 210º Reggimento della 45ª Divisione fucilieri motorizzata, mentre il resto dell'unità veniva rischierato in Ucraina. All'inizio del 1991 la divisione venne trasferita a Gusev, nell'oblast' di Kaliningrad.

### Federazione Russa
Dopo lo scioglimento dell'Unione Sovietica, nel 1998 la divisione è stata smobilitata e ne sono stati mantenuti solo i quadri, come parte della riserva di terza linea delle Forze terrestri russe. Il 1º giugno 2002 l'unità è stata riorganizzata nella 79ª Brigata fucilieri motorizzata delle guardie. Nel dicembre 2020 la divisione è stata ricreata, venendo assegnata all'11º Corpo d'armata, subordinato alla Flotta del Baltico.
All'inizio di febbraio 2022 la divisione è stata schierata al confine ucraino, prendendo parte all'invasione russa dell'Ucraina a partire dal 24 febbraio e venendo impiegata in direzione di Charkiv. A settembre è stata investita dalla controffensiva ucraina nella regione di Charkiv, subendo perdite durante la ritirata da Balaklija. Alcuni militari appartenenti alla divisione sono stati in seguito identificati come responsabili delle torture inflitte alla popolazione della cittadina. Nei mesi successivi è rimasta di stanza nella parte settentrionale dell'oblast' di Luhans'k, vicino al confine russo. Alla fine del 2023 è stata rinforzata dal 9º Reggimento fucilieri motorizzato (unità militare 38838), formato all'inizio del 2022 con militari a contratto e successivamente riempito con personale mobilitato fra settembre e ottobre; il reggimento era stato in precedenza impiegato in combattimento sul fianco sud del fronte di Bachmut.
A partire da aprile 2024 elementi della 6ª Armata combinata, comprendendi quindi la 138ª e la 25ª Brigata fucilieri motorizzata, dell'11º Corpo d'armata, come la 18ª Divisione fucilieri motorizzata, e del neocostituito 44º Corpo d'armata sono stati schierati lungo i confini degli oblast' di Brjansk, Kursk e Belgorod per andare a formare il Gruppo di forze "Nord". A partire dal 10 maggio elementi della divisione, in particolare del 9º e del 79º Reggimento, sono stati impiegati nella nuova offensiva russa nell'oblast' di Charkiv, avanzando in direzone del villaggio di Lypci. Nei giorni seguenti anche gli altri tre reggimenti di manovra sono stati immessi in combattimento sul fianco ovest della penetrazione russa. Durante gli assalti alle posizioni ucraine la divisione ha subito perdite tali da doversi fermare per essere ricostituita, portando ad uno stallo dell'offensiva entro l'inizio di giugno. Nei due mesi seguenti il 360º Reggimento fucilieri motorizzato (unità militare 11095), assegnato alla divisione e schierato nell'area di Bachmut, è stato impiegato in continui assalti in direzione di Kliščiїvka, secondo fonti occidentali subendo perdite tali da risultare quasi completamente distrutto e venire quindi sciolto.
All'inizio di agosto 2024 il 9º e il 79º Reggimento della divisione sono stati trasferiti nell'oblast' di Kursk per contrastare l'offensiva ucraina in territorio russo. Successivamente anche il 360º Reggimento è stato schierato nel settore. Il 20 agosto il 1º Battaglione della 95ª Brigata d'assalto aereo ha tagliato le vie di accesso al villaggio di Malaja Loknja, circondando parte del 9º Reggimento. Durante questi combattimenti è stato ucciso in azione il comandante del 1º Battaglione del reggimento, tenente colonnello Sergej Čebnev.

## Struttura
- Comando di divisione[24][25]
- 79º Reggimento fucilieri motorizzato delle guardie "Insterburg" (unità militare 63940)
  - 1º Battaglione fucilieri motorizzato
  - 2º Battaglione fucilieri motorizzato
  - 3º Battaglione fucilieri motorizzato
  - Battaglione corazzato
  - Battaglione artiglieria campale
  - Battaglione artiglieria missilistica contraerei
  - Unità di supporto
- 275º Reggimento fucilieri motorizzato delle guardie
  - 1º Battaglione fucilieri motorizzato
  - 2º Battaglione fucilieri motorizzato
  - 3º Battaglione fucilieri motorizzato
  - Battaglione corazzato
  - Battaglione artiglieria semovente
  - Battaglione artiglieria missilistica contraerei
  - Unità di supporto
- 280º Reggimento fucilieri motorizzato delle guardie
  - 1º Battaglione fucilieri motorizzato
  - 2º Battaglione fucilieri motorizzato
  - 3º Battaglione fucilieri motorizzato
  - Battaglione corazzato
  - Battaglione artiglieria semovente
  - Battaglione artiglieria missilistica contraerei
  - Unità di supporto
- 11º Reggimento corazzato (unità militare 41611)[26]
  - 1º Battaglione corazzato (T-72B3)
  - 2º Battaglione corazzato (T-72B3)
  - 3º Battaglione corazzato (T-72B3)
  - Battaglione fucilieri motorizzato
  - Battaglione artiglieria campale
  - Battaglione artiglieria missilistica contraerei
  - Unità di supporto
- 29º Reggimento artiglieria semovente delle guardie (unità militare 37818)[27]
  - 1º Battaglione artiglieria semovente (2S5 Giatsint-S)
  - 2º Battaglione artiglieria semovente (2S5 Giatsint-S)
  - Battaglione artiglieria lanciarazzi (BM-21 Grad)
  - Unità di supporto
- 149º Battaglione artiglieria controcarri
- 20º Battaglione ricognizione (unità militare 12563)
- 243º Battaglione genio delle guardie
- 27º Battaglione comunicazioni delle guardie
- 80º Battaglione manutenzione
- 898º Battaglione logistico
- 26º Battaglione automobilistico (unità militare 88771)
- 386º Battaglione medico
- Battaglione guerra elettronica
- Compagnia comando
- Compagnia UAV
- Compagnia difesa NBC

## Comandanti
- Maggior generale Vasilij Švecov (1939-1941)
- Colonnello Sergej Iovlev (1941)
- Maggior generale Fëdor Zacharov (1941-1942)
- Colonnello Nikolaj Mul'tan (1942)
- Colonnello Michail Zavadovskij (1942-1943)
- Colonnello Evgenij Murzin (1943-1944)
- Colonnello Matvej Gornak (1944)
- Colonnello Sumbat Danieljan (1944)
- Colonnello Vladimir Revenko (1944)
- Maggior generale Aleksandr Pastrevič (1944)
- Maggior generale Georgij Isakov (1944-1945)
- Maggior generale Grigorij Karižskij (1945-1955)
- Maggior generale Aleksandr Kljukanov (1955-1956)
- Maggior generale Jurij Naumenko (1956-1960)
- Maggior generale Fëdor Kuprjanov (1960-1963)
- Maggior generale Nikolaj Volivachin (1963-1965)
- Colonnello Grigorij Ostavyšin (1965-1967)
- Maggior generale Anatolij Valavin (1967-1969)
- Maggior generale Oktjabr' Artem'ev (1969-1974)
- Maggior generale Viktor Belousov (1974-1976)
- Maggior generale Aleksandr Dvorničenko (1976-1981)
- Maggior generale Aleksandr Bobylev (1981-1985)
- Maggior generale Oleg Smirnov (1985-1987)
- Colonnello Boris Zavgorodnij (1987-1988)
- Maggior generale Pëtr Šuljak (1988-1991)
- Maggior generale Aleksandr Novikov (1991-1995)
- Maggior generale Vladimir Bakin (1995-1998)
- Colonnello Nikolaj Sidorov (1998-1999)
- Colonnello Nykola Bykov (1999-2001)